# 拉特羅諾薩
拉特羅諾薩（西班牙語：La Tronosa），是巴拿馬的城鎮，位於該國中南部，由洛斯桑托斯省的托諾西區負責管轄，面積86.4平方公里，2010年人口637，人口密度每平方公里7.4人。